# Aeroporto de Berlim-Tegel
O Aeroporto de Berlim-Tegel "Otto Lilienthal" (IATA TXL, ICAO: EDDT) era o principal aeroporto internacional de Berlim, Alemanha, até 30 de outubro de 2020. Desde 31 de outubro o novo Aeroporto de Berlim-Brandemburgo (BER) assumiu sua função. 

## Historia
Inaugurado em 1923 e reformado pelos nazistas, o aeroporto acompanhou 85 anos de história da Alemanha e da aviação. Fue reprojetado em 1965 para Berlim Ocidental pelo escritório Gerkan, Marg und Partner e conhecido pela forma hexagonal de seus terminais.
Após inúmeros adiamentos da data de inauguração do BER, que finalmente ocorreu em 31 de outubro de 2020, o Aeroporto de Tegel permaneceu em operação até 8 de novembro de 2020.

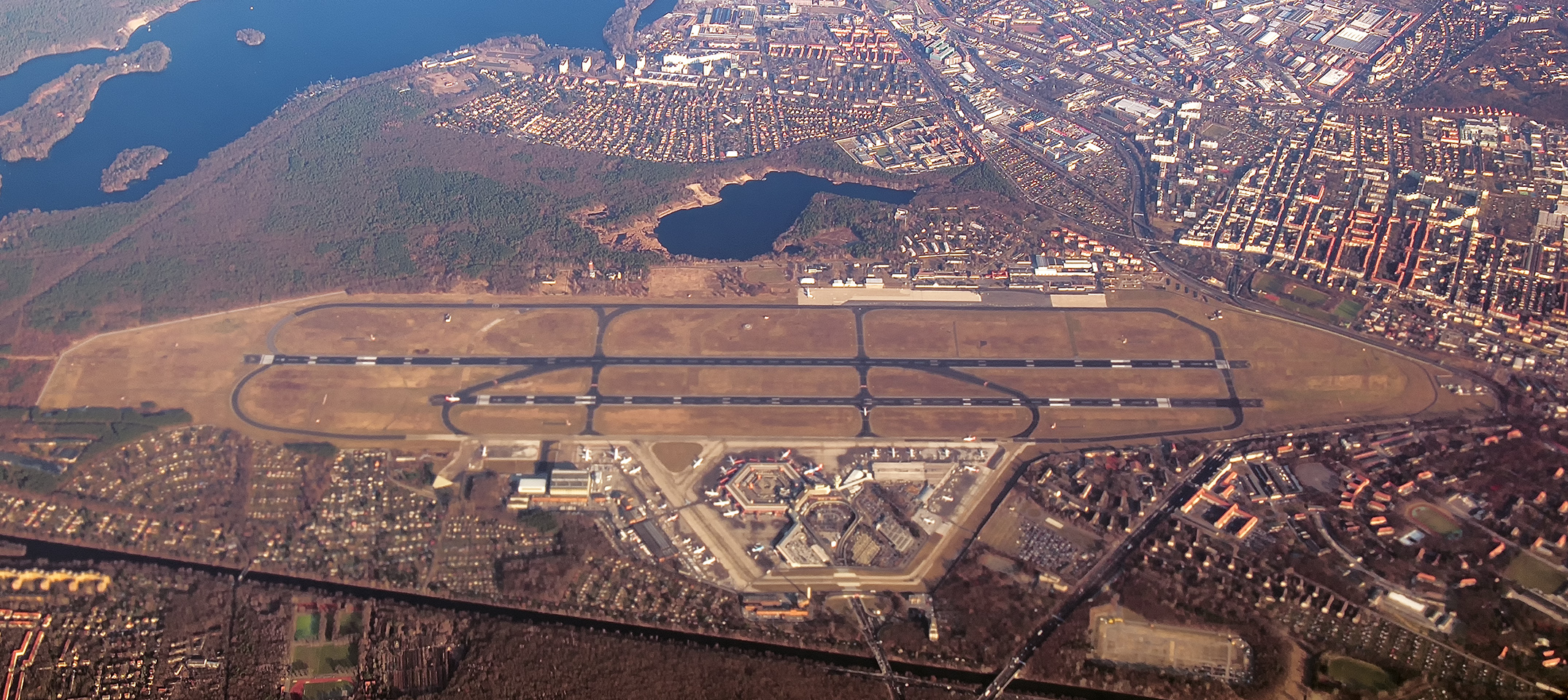
Vista aérea do aeroporto.
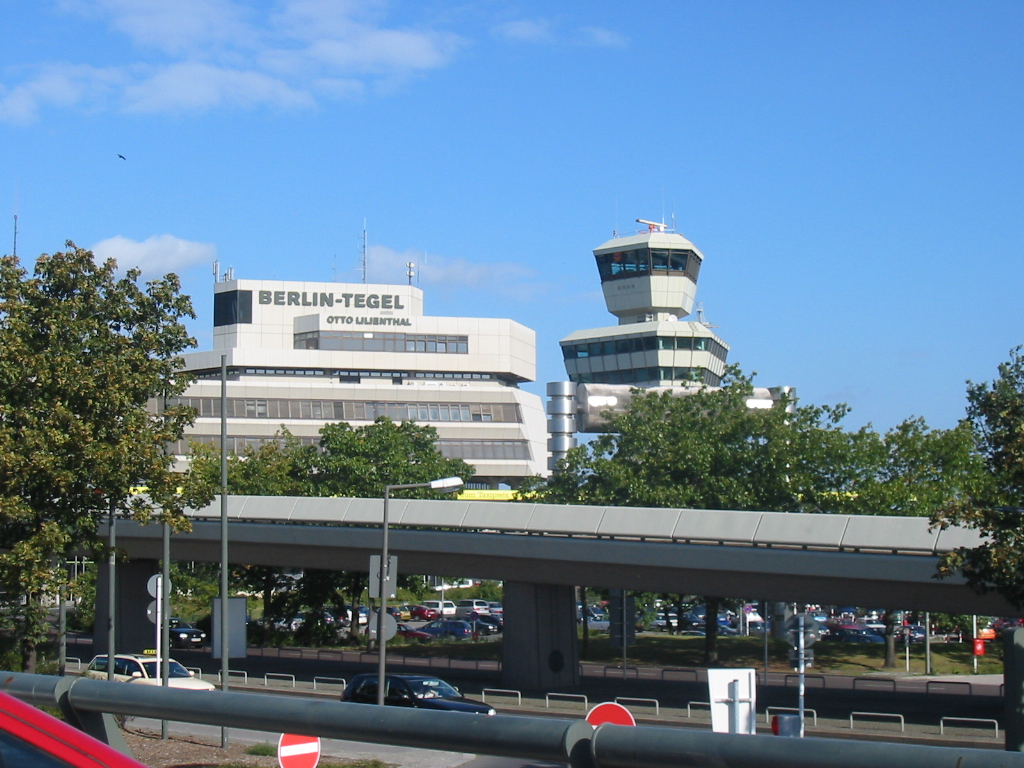
Prédio principal.
Mapa do prédio.